# Tel Aviv
Tel Aviv (in ebraico תל אביב‎?, lett. "collina della primavera") è una città israeliana situata sulla costa del mar Mediterraneo. Tel Aviv è anche il centro dell'area metropolitana più grande e popolosa in Israele, denominata Gush Dan (Blocco di Dan). È il principale centro economico di Israele.
È stata la capitale d'Israele dal 1948 al dicembre 1949 ed è ancora sede della maggior parte delle ambasciate straniere presso quello Stato, dato che la proclamazione da parte di Israele di Gerusalemme come capitale nel 1949 non è riconosciuta da diverse risoluzioni del Consiglio di sicurezza delle Nazioni Unite e un numero limitato di Stati ha l'ambasciata in tale città.
La giurisdizione di Tel Aviv è di 50,6 km². La densità di popolazione è di 7,445 persone per km² secondo le stime dell'Ufficio Centrale Israeliano di Statistica, riferite al settembre 2005, quando la popolazione della città ammontava a 876.700, in costante crescita a un tasso annuo dell'1 %. Il 96,1 % dei residenti sono ebrei, mentre il 3,0 % sono arabi musulmani e lo 0,9 % sono arabi cristiani. Secondo alcune stime circa 50.000 lavoratori stranieri non regolarizzati vivono a Tel Aviv.
L'area metropolitana più grande comprende un numero di municipalità separate con circa 3.840.100 di abitanti nell'agglomerato lungo i 14 km della costa mediterranea. Bat Yam, Holon, Ramat Gan, Giv'atayim, Bnei Brak, Petah Tiqwa, Rishon LeZion, Ramat HaSharon e Herzliya sono nell'ordine le maggiori città nell'area Gush Dan.

## Etimologia
Tel Aviv è il titolo ebraico dell'opera di Theodor Herzl Altneuland, tradotta dalla lingua tedesca da Nahum Sokolow. Sokolow adottò il nome di un luogo sito in Mesopotamia, citato in Ezechiele 3,15: "Giunsi dai deportati di Tel Aviv, che abitano lungo il canale Chebàr, dove hanno preso dimora, e rimasi in mezzo a loro sette giorni".
Il nome fu scelto nel 1910 fra alcune opzioni, tra le quali "Herzliya", e fu ritenuto adatto a esprimere l'idea di rinascita dell'antica patria ebraica. Aviv in ebraico vuol dire "primavera" e simboleggia il rinnovamento, mentre Tel indica una "collina" creatasi dalla stratificazione, nel tempo, di vari insediamenti umani e simboleggia il passato storico.

## Storia
(Robert Byron, La via per l'Oxiana)
Fondata nel 1909 da un gruppo di residenti della vicina città di Giaffa, guidati dal futuro sindaco Meir Dizengoff, il nome della città fa riferimento a un passo della Bibbia: nel Libro di Ezechiele, infatti la "collina della primavera" è proprio il luogo dove - nella visione del profeta - trovano casa gli ebrei in esilio.
Sessanta famiglie celebrarono l'atto fondativo della nuova città: si riunirono sulla spiaggia ed estrassero a sorte il lotto di terra che spettava a ciascuna. Oggi tali abitazioni sopravvivono protette ai piedi dei grattacieli, o addirittura incastonate nella struttura urbanistica moderna.
Nell'edificazione della città i costruttori si ispirarono all'ideale della "città giardino", reinterpretato poi dalla corrente del Bauhaus (tanto che Tel Aviv nel 2004 è stata riconosciuta dall'UNESCO come patrimonio dell'umanità come esempio di applicazione dei concetti della cosiddetta "architettura moderna" nell'accezione data al termine moderna nella Storia dell'Architettura).
Alla fine del 1930 ebbe inizio lo sviluppo dell'"area Yarkon Mouth", nota come la "Penisola Yarkon River", prima nell'area circostante l'Aeroporto di Sde Dov, nella zona nord di Yarkon Mouth, e nella zona sud della bocca del fiume Yarkon, in quella che sembra per l'appunto una penisola. La "Tel Aviv International Trade Fair", nota anche come "Orient Fiera" o "Fiera Levante", è stata istituita tra il 1932 e il 1936 allo scopo di fare emergere nella città gli stili architettonici che oggi la caratterizzano, in particolare lo Style. Nella parte nord-orientale del campo della fiera internazionale è stato costruito il primo "Maccabiah Stadium", nel 1932.
Nel 1937, è stato costruito sopra il fiume Yarkon il Wauchope Bridge (in omaggio a Arthur Grenfell Wauchope, Alto Commissario per la Palestina e la Transgiordania tra il 1931 e il 1938), allo scopo di collegare le due sponde della città in occasione della fiera internazionale.
Durante la seconda guerra mondiale la città venne bombardata dalla Regia aereonautica italiana il 9 settembre 1940.
A Tel Aviv, il 14 maggio 1948, David Ben-Gurion pronunciò il discorso d'indipendenza dello Stato di Israele.
Nel secondo dopoguerra la città si è sviluppata fino a diventare, come conurbazione assieme a città limitrofe, il principale centro israeliano in termini di popolazione ed economia.
Nel 1995 la città fu teatro di un tragico attentato, nel quale il premier israeliano e premio Nobel per la Pace Yitzhak Rabin perse la vita. L'attentatore, Ygal Amir, militante nell'estrema destra israeliana, è stato condannato all'ergastolo.
Nel settembre 2022, pochi chilometri a sud del Palmahim Beach National Park, è stata scoperta una tomba risalente al regno del faraone Ramses II, tomba ricca di artefatti in ceramica e bronzo che forniscono una panoramica completa dell'arte funeraria della tarda Età del bronzo.
Galleria d'immagini

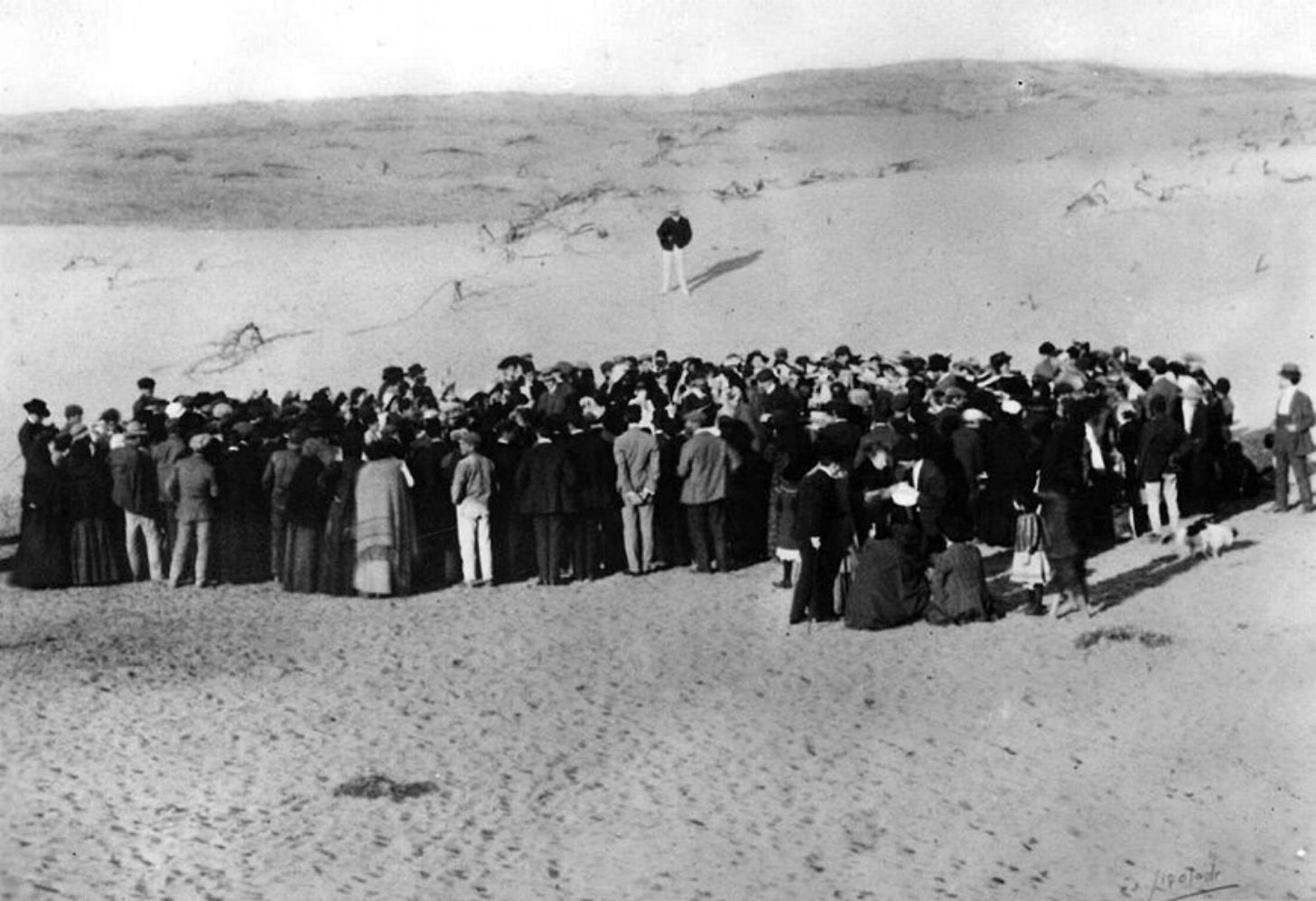
Foto storica del momento in cui avvenne la ripartizione dei lotti di terreno su cui verrà costruita Tel Aviv (1909). In alto compare, coi pantaloni bianchi, Akiva Aryeh Weiss.
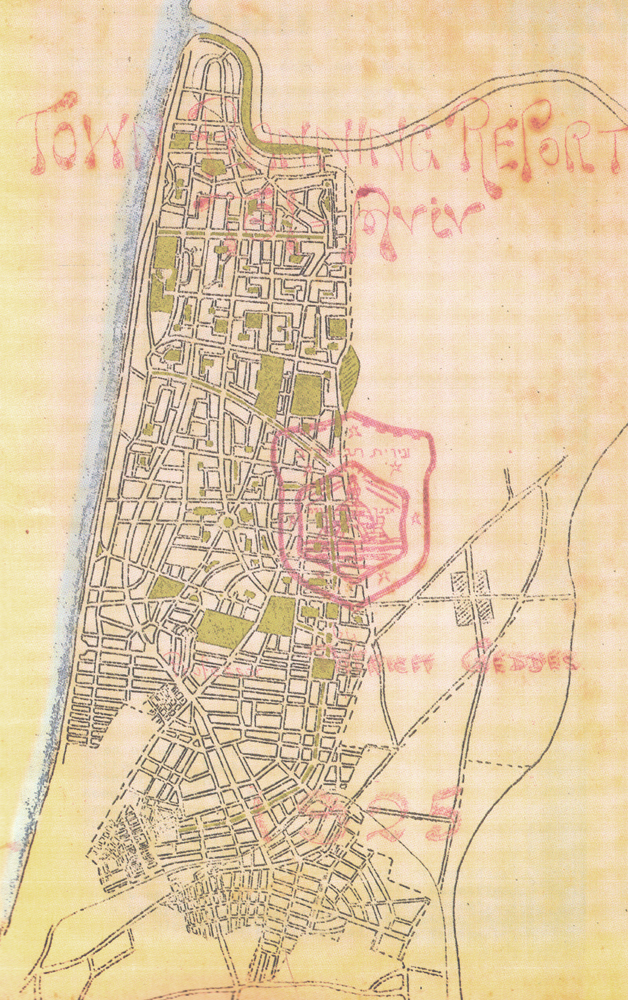
Il primo masterplan di Tel Aviv, progettato nel 1925 da Patrick Geddes.

## Infrastrutture e trasporti

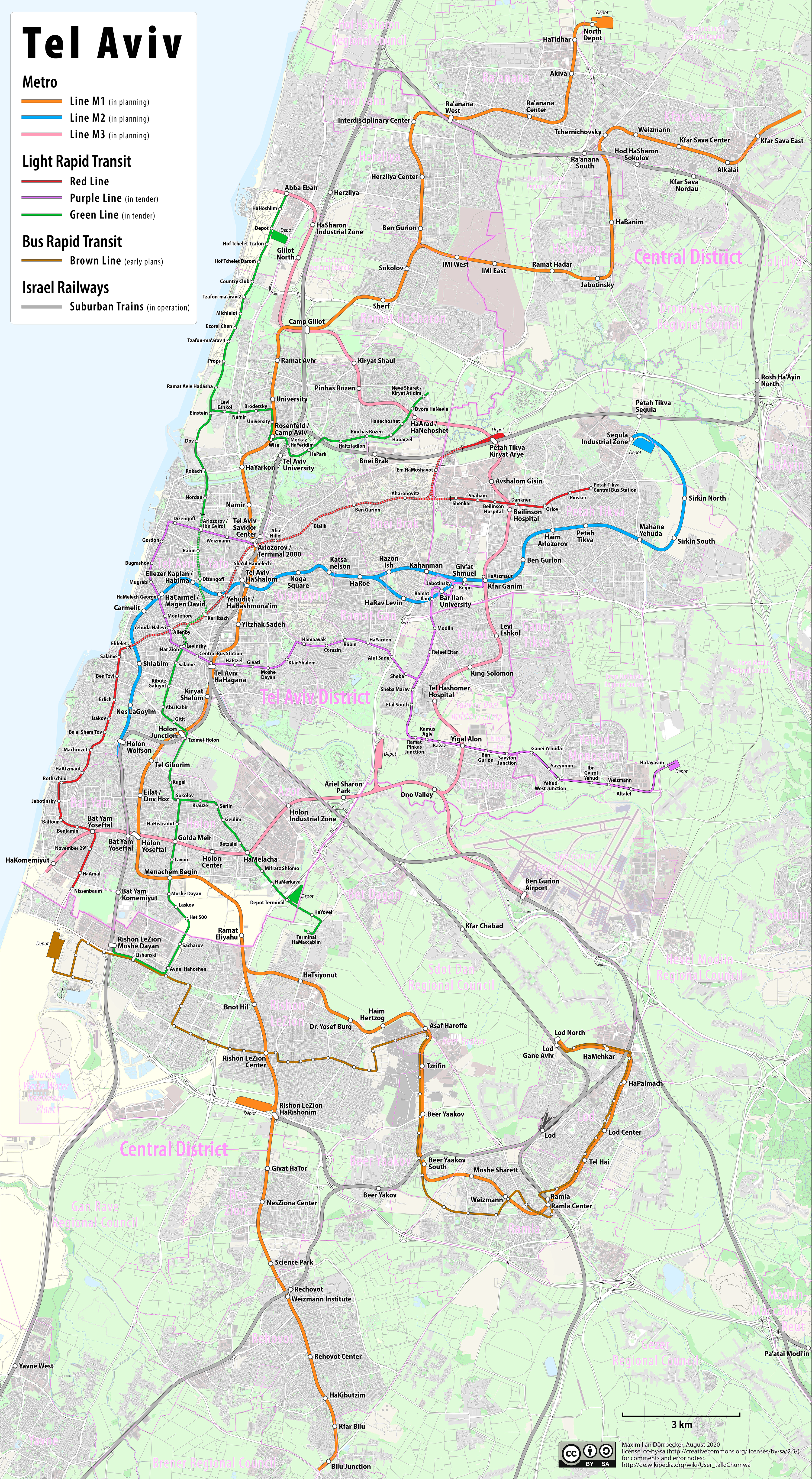
Mappa del trasporto pubblico locale (piani futuri)

### Aeroporti
La città è servita dall'Aeroporto di Tel Aviv-Ben-Gurion, maggiore aeroporto israeliano. Fino al 2019, era operativo anche l'Aeroporto di Sde Dov a Ramat Aviv, usato principalmente per voli interni.

### Collegamenti stradali
Tel Aviv, essendo in posizione centrale, è il punto nodale della rete stradale israeliana.
Da Tel Aviv partono o transitano le autostrade:
- 1 (verso Gerusalemme)
- 2 (verso Haifa)
- 4 (da Haifa a Beersheva)
- 6 (a pedaggio, verso Haifa).

Vi è inoltre un'autostrada urbana, detta Ayalon (autostrada 22), dal nome del fiume secco in cui è realizzata, che in pratica collega la 4 alla 1.

### Trasporti urbani e Metropolitana
Nell’agosto del 2023 è stata aperta una linea metrotranviaria denominata Red Line, collegante il sud cittadino con il nord-est passando per il centro.
Essa farà parte di un più grande progetto di trasporto pubblico che vedrà, entro il 2034, l’apertura di altre due nuove linee (rispettivamente Green Line e Purple Line), per un totale complessivo di tre linee metrotranviarie, al fine di aumentare la capacità di movimento cittadino, già attuata, seppur faticosamente, dalle linee suburbane delle Ferrovie Israeliane e dalla Metropolitana leggera di Tel Aviv.

## Società
Tel Aviv è tendenzialmente considerata la principale roccaforte della cultura laica e liberale del paese. La città è considerata una delle più gay-friendly del mondo e ospita il più frequentato e popolare gay pride dell'Asia.
Da un punto di vista religioso, la componente laica rappresenta la maggioranza della popolazione, costituendo nel 2006 il 57,5% (rispetto ad una media nazionale di poco più del 40%), seguiti da un 36,4% di tradizionalisti (il 26,4% dei quali definitisi non religiosi) e da un 5,3% di religiosi. Gli ultra-ortodossi rappresentavano meno dell'1% degli abitanti.
Giaffa è sede di gran parte della minoranza araba della città, costituita da cristiani e musulmani.

## Diplomazia
A Tel Aviv hanno sede la maggior parte delle ambasciate dei paesi che hanno relazioni diplomatiche con Israele. La Santa Sede ha la sua nunziatura apostolica (che corrisponde a un'ambasciata) a Giaffa Vecchia.

## Amministrazione

### Gemellaggi
Tel Aviv è gemellata con:
- Tolosa, dal 1962
- Filadelfia, dal 1967
- Colonia, dal 1979
- Francoforte sul Meno, dal 1980
- Bonn, dal 1983
- Buenos Aires, dal 1988
- Budapest, dal 1989
- Belgrado, dal 1990
- Essen, dal 1992
- Sofia, dal 1992
- Varsavia, dal 1992
- Cannes, dal 1993
- Łódź, dal 1994
- Milano, dal 1997[15]
- Salonicco, dal 1994
- Pechino, dal 1995
- New York, dal 1996
- Barcellona, dal 1998
- Gaza, dal 1998
- Smirne, dal 1998
- Almaty, dal 1999
- Chișinău, dal 2000[16]
- Incheon, dal 2000
- Mosca, dal 2000
- San Paolo, dal 2004
- Vienna, dal 2005

## Sport

### Giochi Paralimpici
Dal 4 al 13 novembre Tel Aviv ha ospitato la III edizione dei Giochi paralimpici estivi sostituendo Città del Messico, la città designata, dopo che nel 1966 il progetto naufragò a causa del mancato sostegno del governo messicano. Fu allora Israele ad offrirsi di ospitare l'edizione del 1968, come parte delle celebrazioni per il ventesimo anniversario della nascita dello stato.

### Pallacanestro
La squadra principale di pallacanestro della città è anche la squadra di club più famosa e vincente a livello internazionale di tutto il panorama sportivo di Israele: il Maccabi Tel Aviv Basket Club infatti ha vinto ben sei Euroleghe, una Suproleague, una Coppa Intercontinentale (in totale 15 finali europee disputate) che vanno ad aggiungersi a ben 51 titoli nazionali.

### Calcio
Le squadre principali della città sono il Moadon Kaduregel Bnei Yehuda Tel Aviv, l'Hapoel Tel Aviv Football Club e il Maccabi Tel Aviv Football Club.
L'impianto principale è lo Stadio Bloomfield, che ha anche ospitato un incontro della Coppa d'Asia 1964.

## Panorama

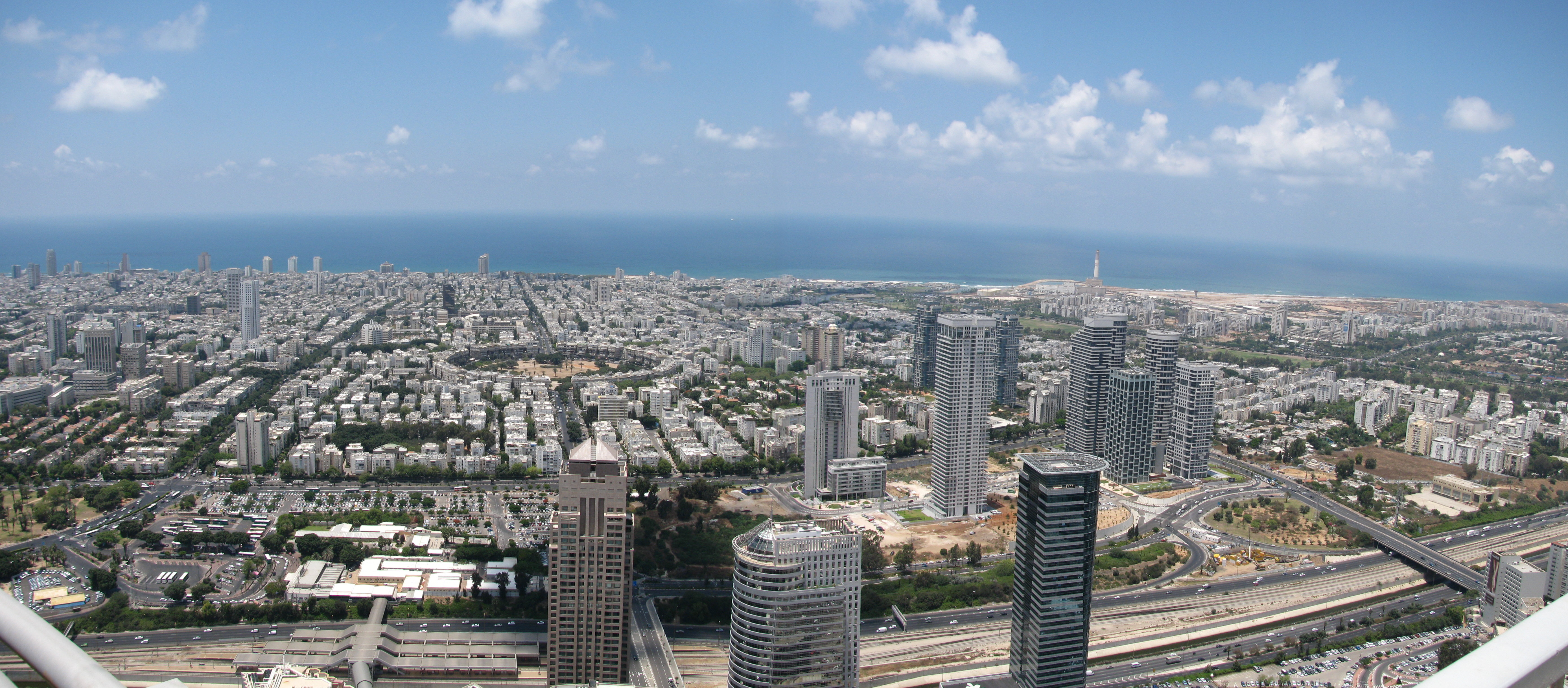
Foto grandangolare su Tel Aviv

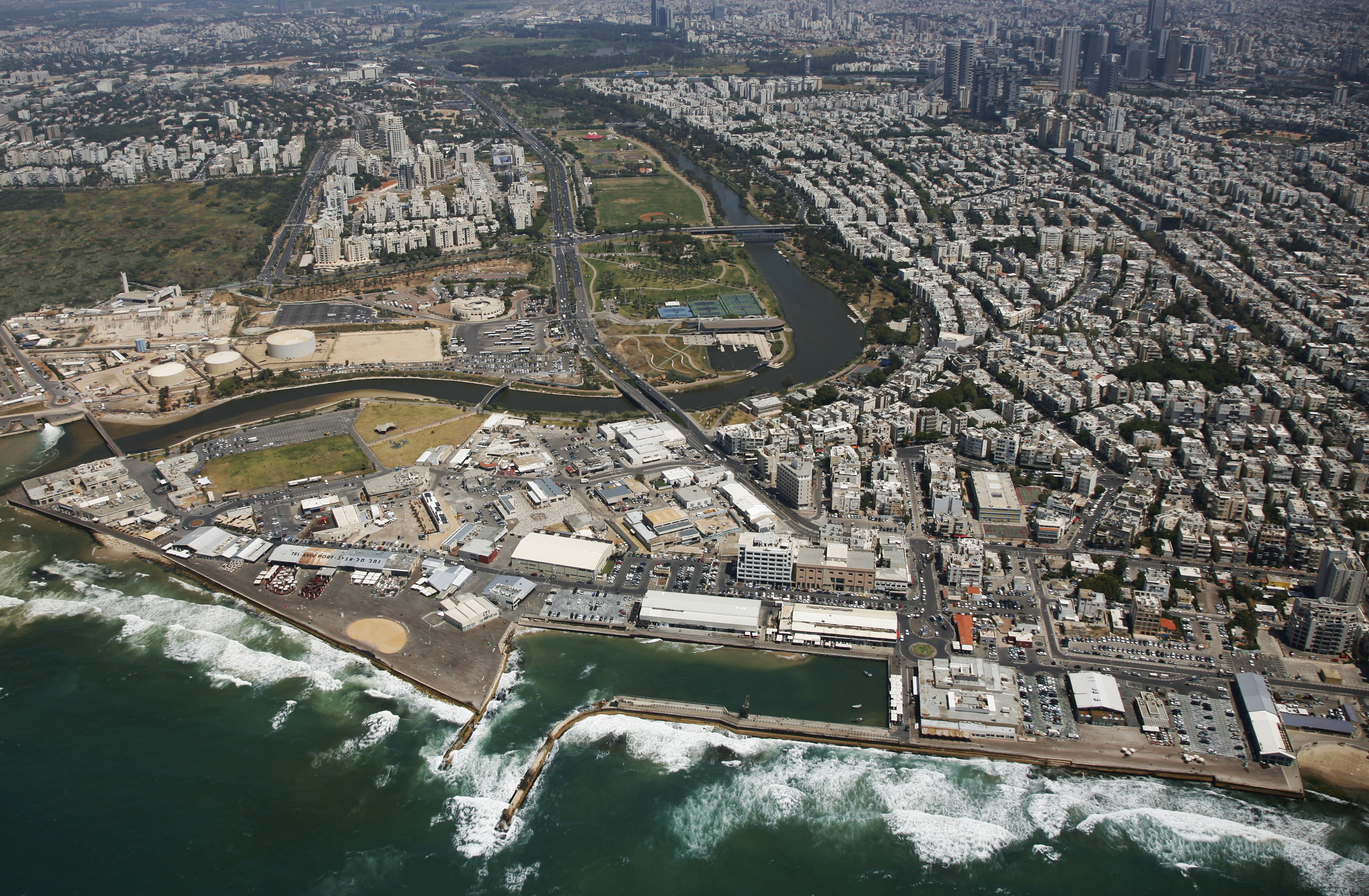
Porto di Tel Aviv
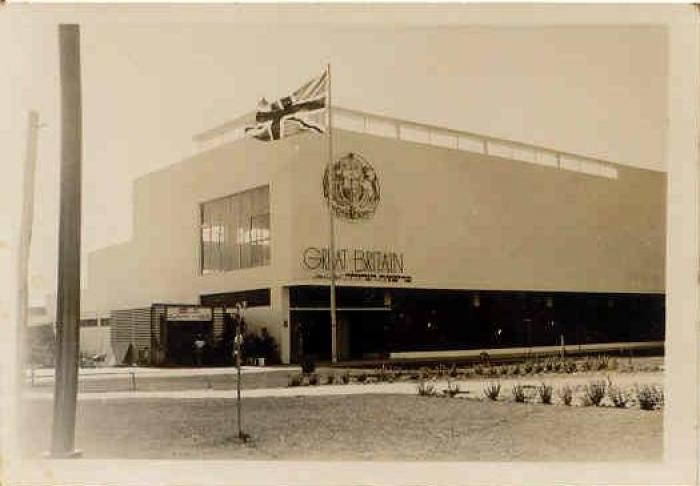
Fiera internazionale - Orient Fiera, 1934 - il padiglione britannico
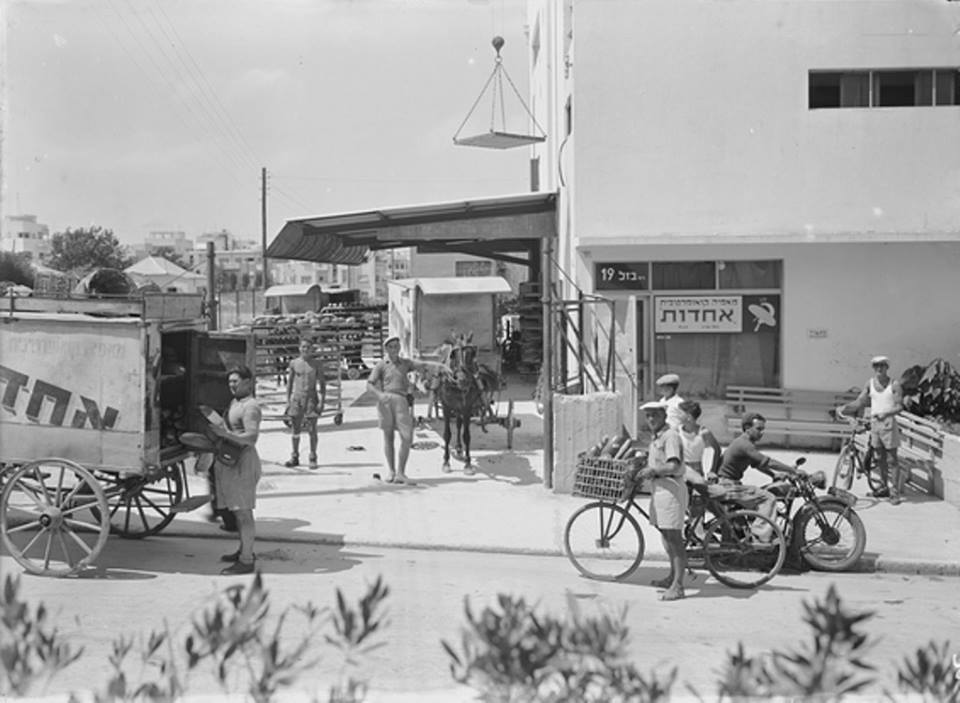
La via di Basilea, 1939
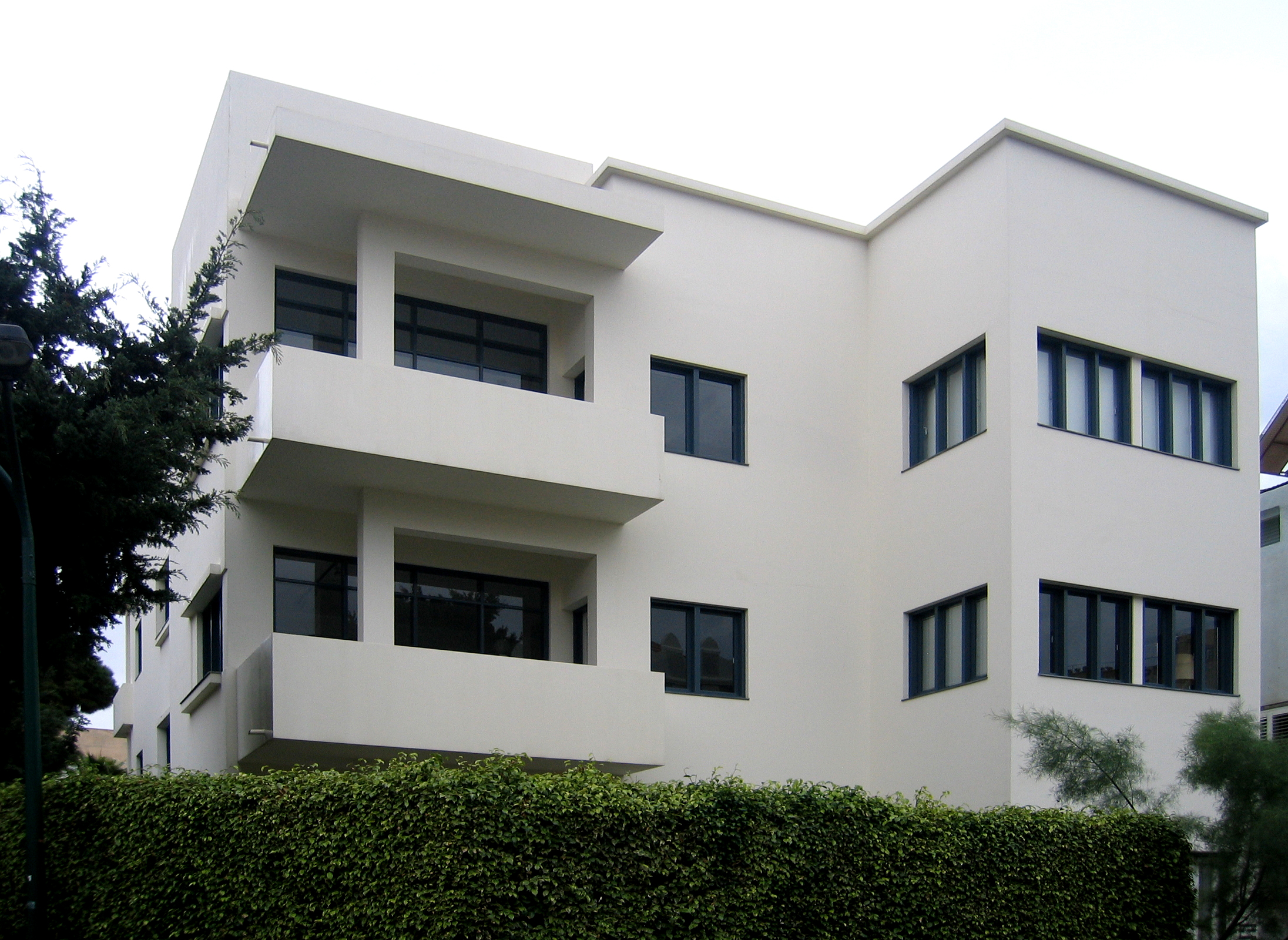
Tel Aviv Museo Bauhaus
- Un video su Tel Aviv